# Whedonverse
Le Whedonverse désigne les univers de fiction créés par Joss Whedon, dont les deux principaux sont le Buffyverse (l'univers de fiction de Buffy contre les vampires et Angel) et le Serenityverse (celui de Firefly et Serenity). Il s'agit d'un mot-valise entre le nom de Whedon et Universe (« univers » en français), utilisé par les chercheurs et critiques qui analysent l'œuvre de Joss Whedon.
Le terme est largement employé dans les cultural studies pour parler des univers de fiction dont Joss Whedon est à l'origine. Don Tresca le définit comme « the collective name of various properties created by Joss Whedon (which include, in addition to Buffy the Vampire Slayer, Angel [1999-2004], Firefly/Serenity [2002-2003/2005], Dr. Horrible's Sing-Along Blog [2008], and Dollhouse [2009-2010]) ».
La définition de « Whedonverse » exclut généralement les œuvres sur lesquelles il a travaillé sans en être le créateur, comme Alien, la résurrection ou Avengers, bien que certains articles les analysent également au passage.

## Études

### Études universitaires
Les études sur l'œuvre de Joss Whedon ont débuté en tant qu'études sur Buffy (Buffy studies), avant de s'étendre au reste du Whedonverse au fil de la publication des œuvres. Whedon et ses œuvres sont cités, d'après The Psychology of Joss Whedon,  dans des champs comme « la littérature, l'histoire, la communication, la sociologie des médias, les women's studies, la philosophie, la religion, la linguistique, la musique, les cultural studies, les feminist studies, les études sur la masculinité (en), les études queer, les études sur la transidentité, la sociologie, l'architecture et, bien sûr, la psychologie,. »

### Colloques et revues
Deux revues spécialisées éditées par The Whedon Studies Association sont consacrées à des articles universitaires sur le travail de Joss Whedon. Initialement dédiées aux études sur Buffy, elles se sont ensuite élargies pour couvrir les autres œuvres de Whedon.
- Slayage, The Journal of Whedon Studies (ISSN 1546-9212), depuis janvier 2001, environ 4 numéros par an de 2001 à 2011 puis deux numéros par an depuis 2012 ;
- Watcher Junior, The Undergraduate Journal of Whedon Studies,  (ISSN 1555-7863), depuis 2005, un à deux numéros par an.

La première conférence internationale sur Joss Whedon a eu lieu en octobre 2002 à l'université d'East Anglia, à Norwich, en Angleterre et a accueilli environ 200 universitaires. Dans les années suivantes, des colloques continuent d'avoir lieu dans diverses villes sur plusieurs continents, notamment après la mise en place de la conférence biennale Slayage. En 2009, cette « société savante informelle » se structure avec la création de la Whedon Studies Association.

### Citations d'origine
1. ↑  « references to Whedon's work spring up fieds as diverse as literature, history, communications, media studies, women's studies, philosophy, religion, linguistics, music, cultural studies, feminist studies, masculinity studies, queer studies, transgender studies, sociology, architecture, and, of course, psychology. ».